# Renault Trafic
Renault Trafic este o furgonetă autoutilitară comercială ușoară produsă de producătorul auto francez Renault încă din 1980. În prezent, este comercializată sub numele de Fiat Talento, Nissan NV300 și, până în anul 2018, ca model Opel/Vauxhall Vivaro. Până în anul 2016, modelul Trafic a fost vândut și ca Nissan Primastar.
Versiunile anterioare ale Renault Trafic au fost vândute în Malaysia de către Inokom, iar generația originală este acum vândută în India de către Tata Motors.

## A treia generație (X82; 2014)
Vauxhall a confirmat că următoarea generație Vivaro va fi produsă la uzina GM Manufacturing Luton începând din 2014. Cu toate acestea, în urma preluării Opel/Vauxhall de către Groupe PSA, Vivaro, bazat pe Trafic, va ieși din producție în 2018, urmând să fie înlocuit de următoarea generație Vivaro, bazată pe Platforma PSA EMP2 pentru anul model 2019.
O variantă complet electrică, numită Renault Trafic Van E-Tech Electric, a debutat pe 19 septembrie 2022 la Salonul Auto al Transporturilor IAA din Hanovra, Germania.

## Galerie

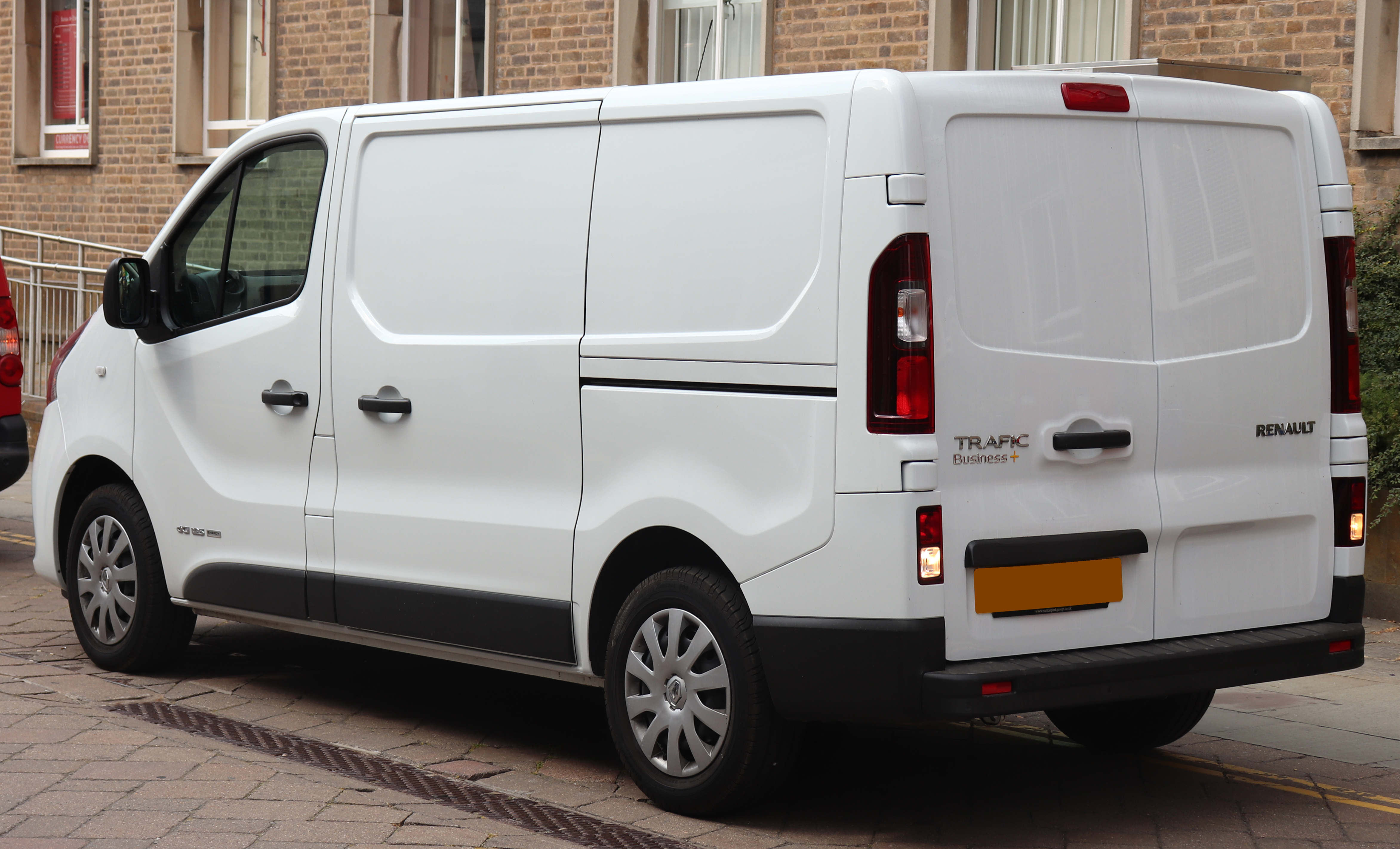
Renault Trafic (spate)
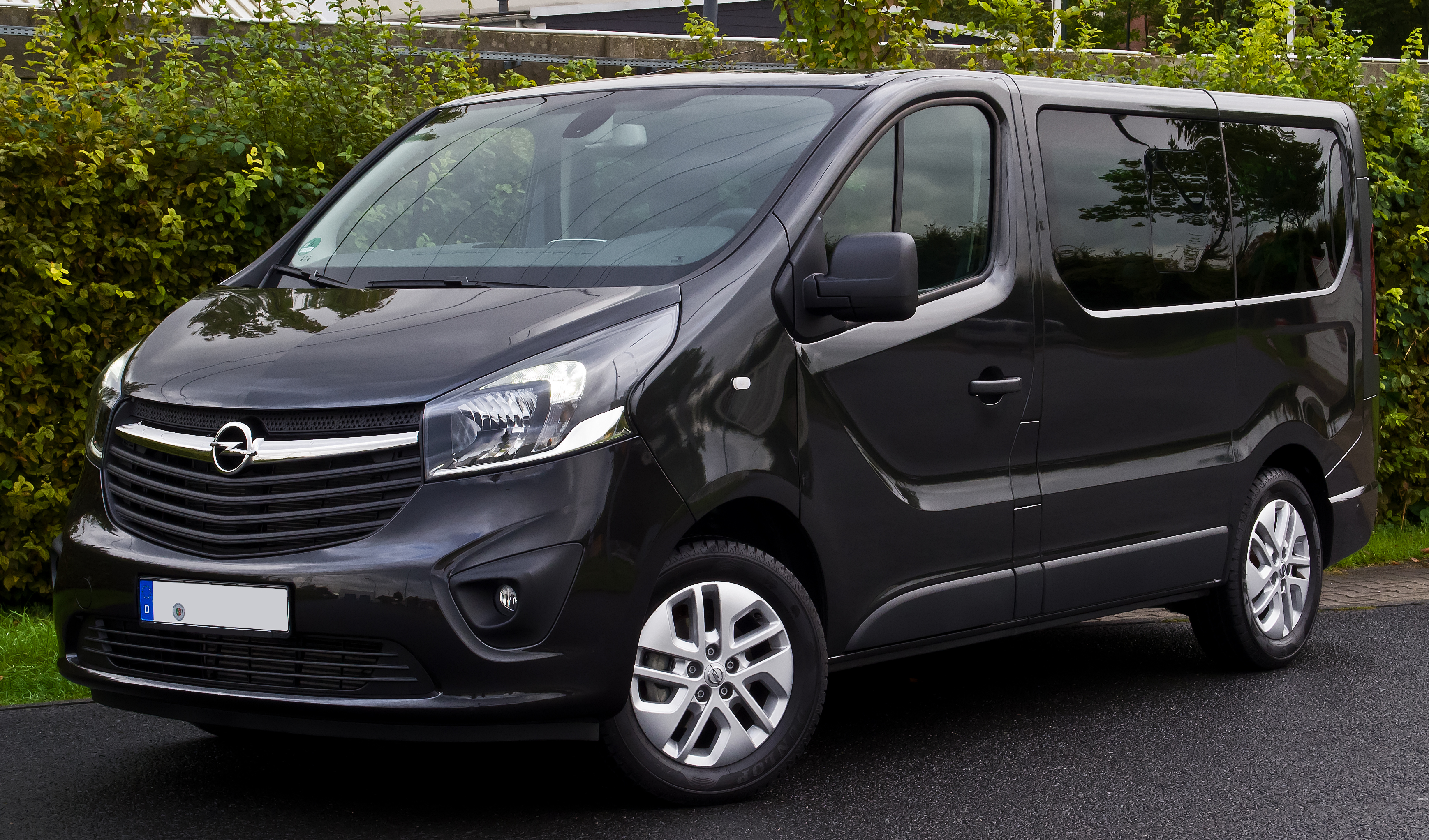
Opel Vivaro B
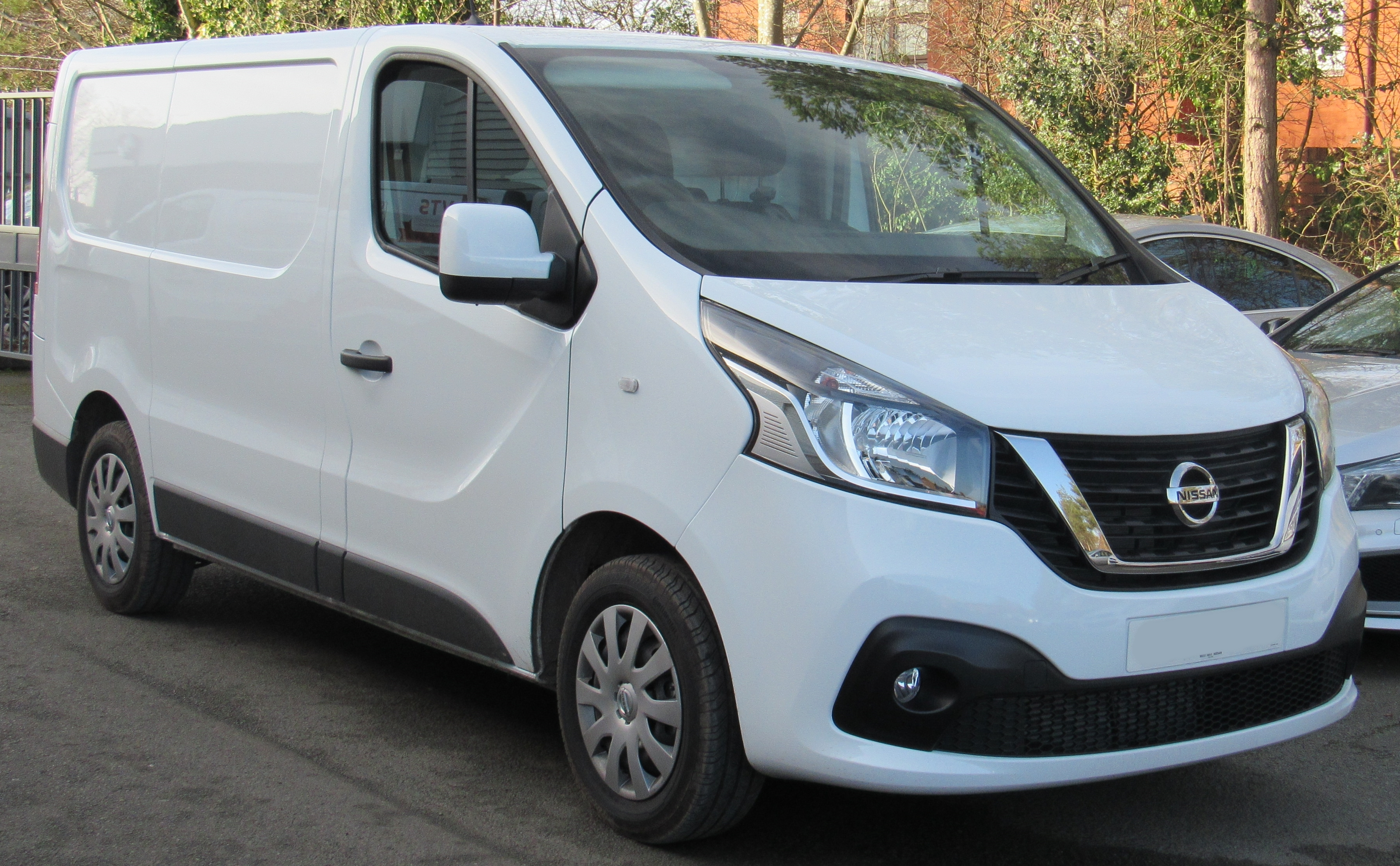
Nissan NV300
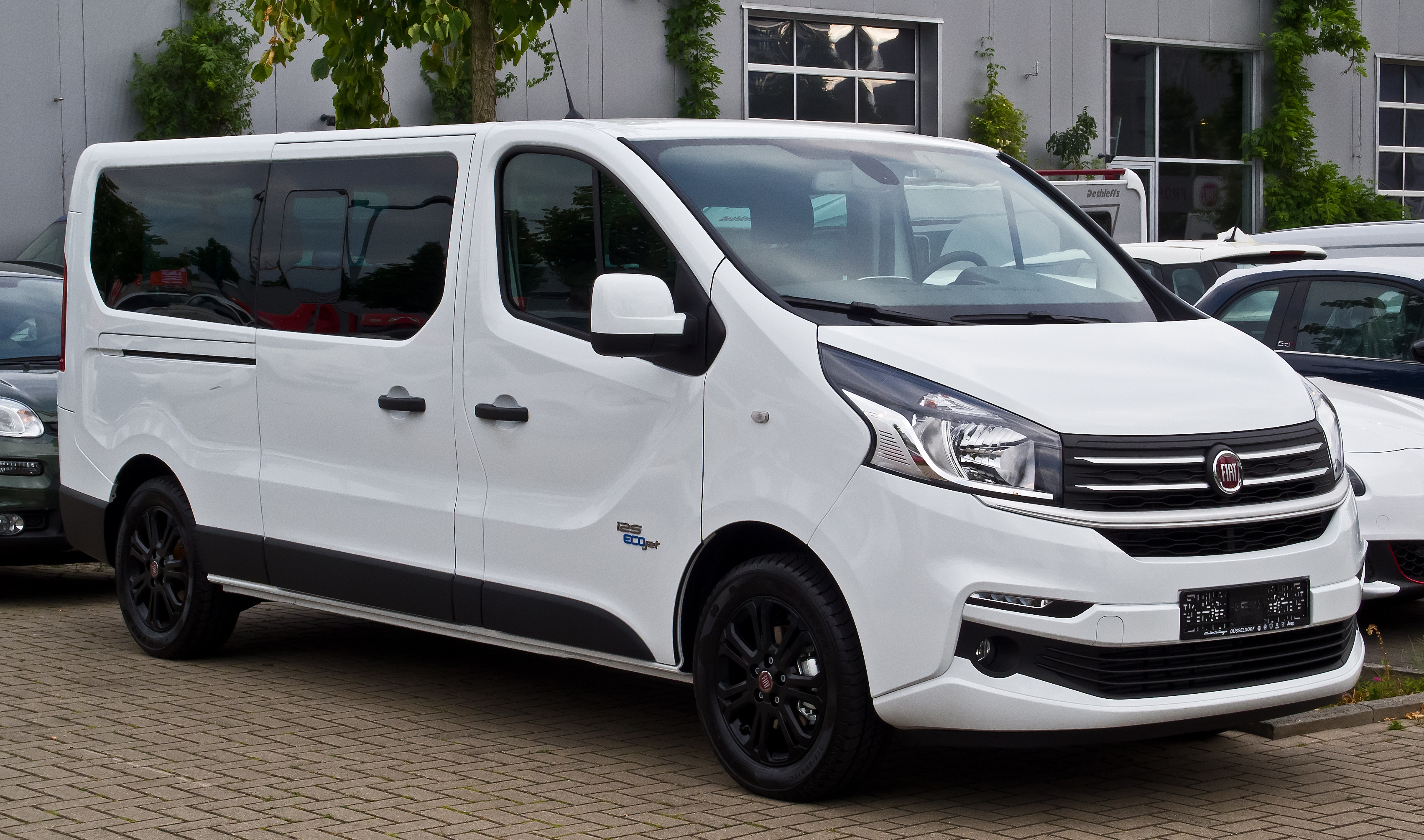
Fiat Talento
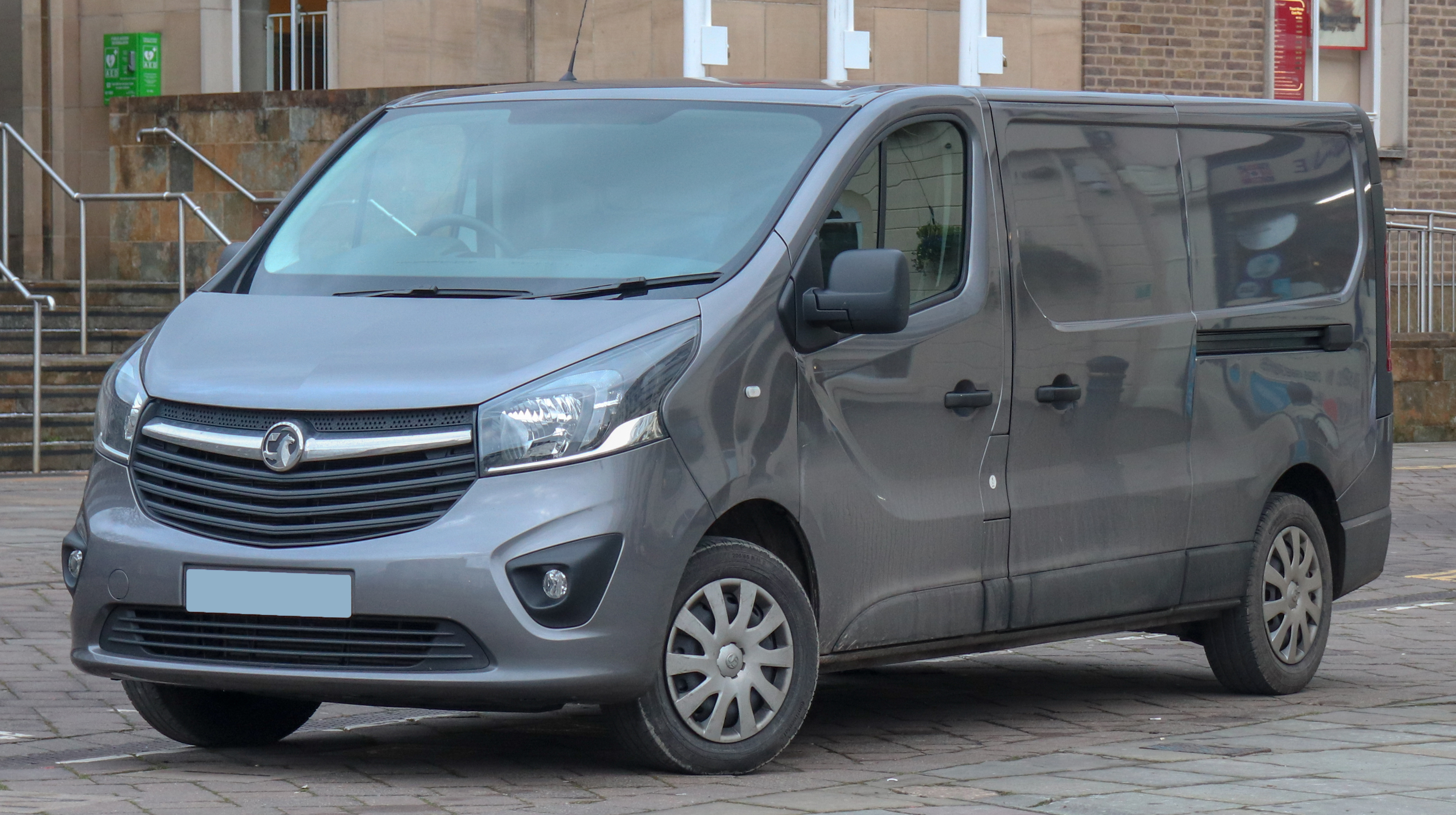
Vauxhall Vivaro